# Tourisme en Eure-et-Loir
Le tourisme dans le département français d'Eure-et-Loir bénéfice de nombreux atouts, dont la cathédrale Notre-Dame de Chartres, plusieurs châteaux remarquables, Châteaudun, Maintenon, Nogent-le-Rotrou et la nécropole de la chapelle royale de Dreux. 

## Chartreset lacathédrale Notre-Dame
Inscrite au patrimoine mondial de l'humanité par l'UNESCO, la cathédrale de Chartres est le principal attrait touristique du département. Il s'agit de l'une des plus belles cathédrales de France, construite au même moment que celle de Bourges et qui a été marquée par des innovations techniques comme les arcs-boutants qui lui ont permis d'atteindre une élégance extérieure sans précédent alliée à une hauteur de voûte importante. 
Aujourd'hui la cathédrale est surtout remarquable par son ensemble de vitraux unique au monde et par son célèbre labyrinthe médiéval qui est l'un des rares qui aient été conservés en France. Elle est visitée chaque année par plus d'un million de visiteurs.
En dehors de la figure imposante de sa cathédrale, la ville de Chartres présente de nombreux autres lieux culturels et de patrimoine, souvent méconnus. Son centre historique est remarquablement conservé avec notamment la basse-ville, quartier de maisons à pans de bois, au pied de l'éperon de la cathédrale et dont les ruelles enlacent deux bras de la rivière l'Eure qu'elles traversent sur des petits ponts de pierre médiévaux. 
La ville a également la chance de compter la Maison Picassiette, exemple unique de l'art naïf populaire. Il s'agit de l'habitation d'un employé municipal qui l'a patiemment recouverte de tessons et bris de vaisselle, miroirs... en une mosaïque unique.
Enfin, Chartres compte plusieurs musées intéressants : le musée des beaux-arts, le Centre international du Vitrail, tous deux situés à côté de la cathédrale, et le conservatoire de l'agriculture, le Compa qui constitue un remarquable espace consacré aux questions environnementales et de société.

## LePerche

Logo du PNR du Perche

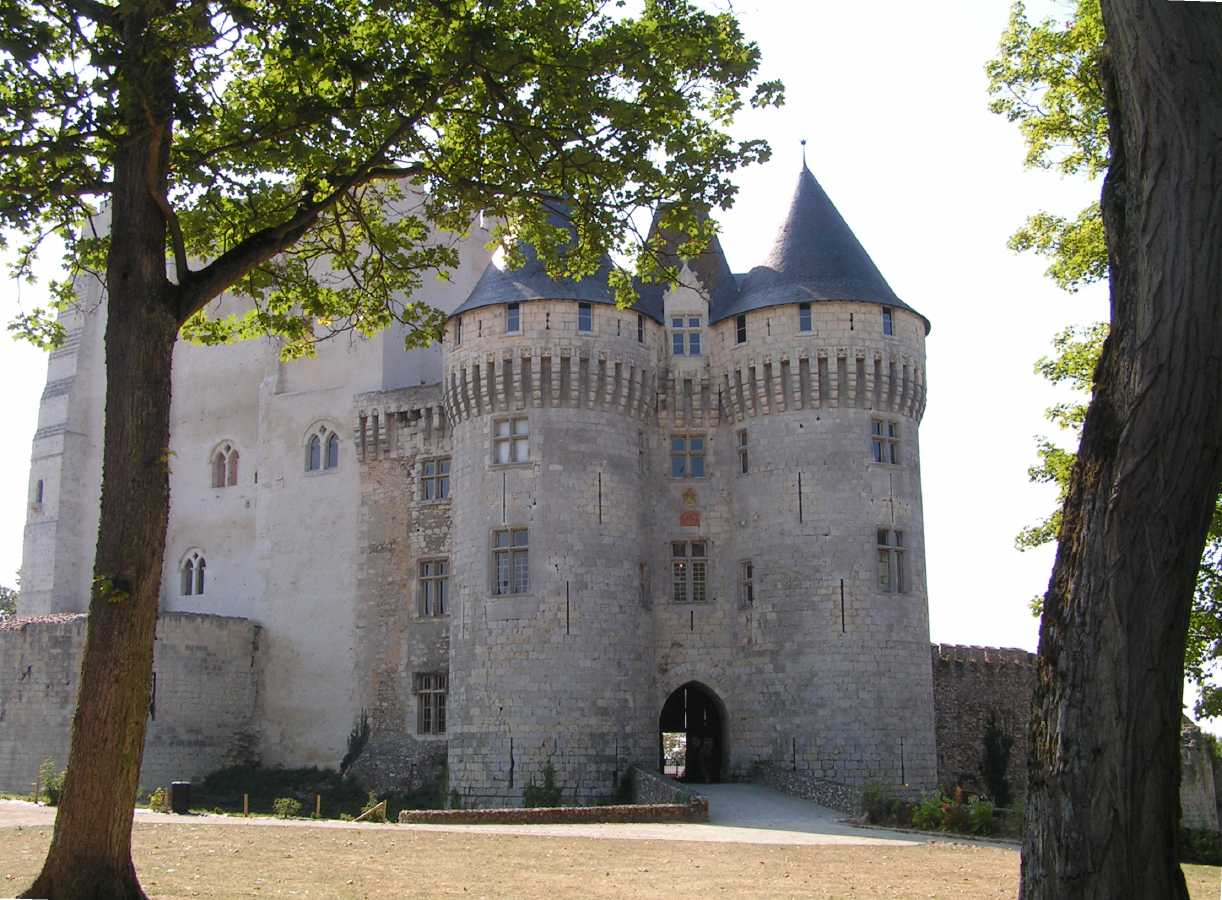
Château Saint-Jean de Nogent-le-Rotrou

Le Perche est une ancienne province, à cheval sur trois départements : l'Orne, l'Eure-et-Loir et le Loir-et-Cher. 
Sa capitale, Nogent-le-Rotrou, se situe en Eure-et-Loir ainsi que plusieurs sites touristiques remarquables : château de La Ferté-Vidame,abbaye de Thiron-Gardais, château de Frazé, forêt domaniale de Senonches, château des Vaux à Saint-Maurice-Saint-Germain, près de La Loupe.
Cette région est très attachante et prisée par les propriétaires secondaires franciliens, grâce à ses collines verdoyantes, ses manoirs cachés au fond de vallons et ses petites villes fortifiées (Nogent, Mortagne...). 
Enfin le Perche est célèbre grâce à ses chevaux, les percherons, qui sont l'une des dernières races de chevaux de trait en France.

## LaBeauce

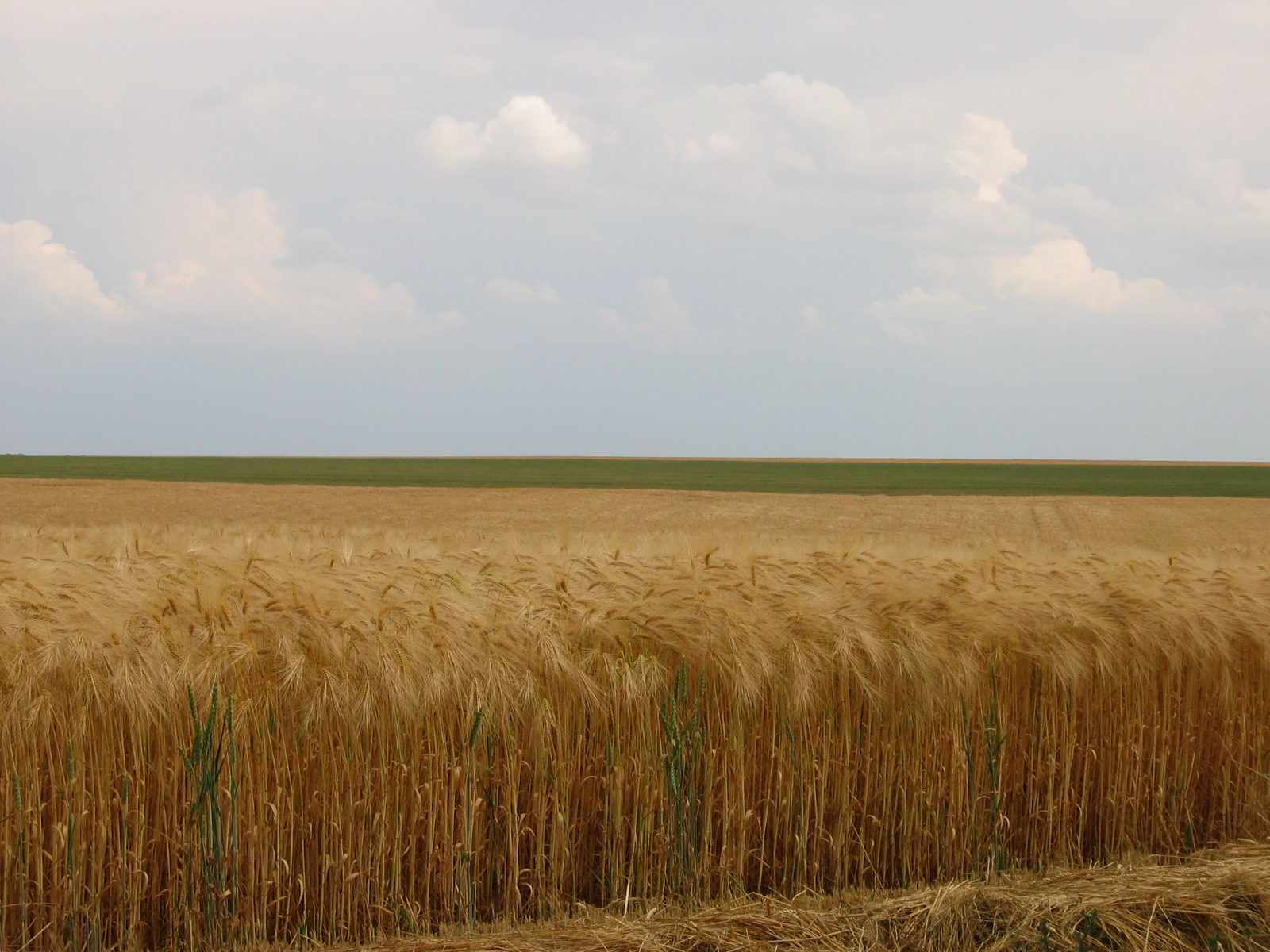
Paysage de Beauce

Cet "océan de blé" comme la baptisa Charles Péguy est victime de l'image qu'en ont ceux qui le traversent à toute vitesse par la RN 20, la RN 154 ou les autoroutes qui conduisent vers le sud de la France. 
À côté de paysages effectivement monotones, composés presque uniquement d'open-field et de culture, il serait pourtant dommage de ne pas découvrir le patrimoine et la beauté de la Beauce. En effet, la Beauce comporte encore de nombreux moulins à vent (et aujourd'hui leur pendant moderne que sont les éoliennes), des petits villages récemment restaurés avec leur mares typiques et leurs fermes traditionnelles. 
Mais la Beauce est une terre de paysage. Avec un climat particulièrement sec (il y pleut très peu et beaucoup moins que dans bien des régions du sud de la France), la Beauce est riche de ses ciels à perte de vue, de ses couchers de soleil. "La route du blé", permet de mieux découvrir cette région.

## Châteaudunet le Dunois

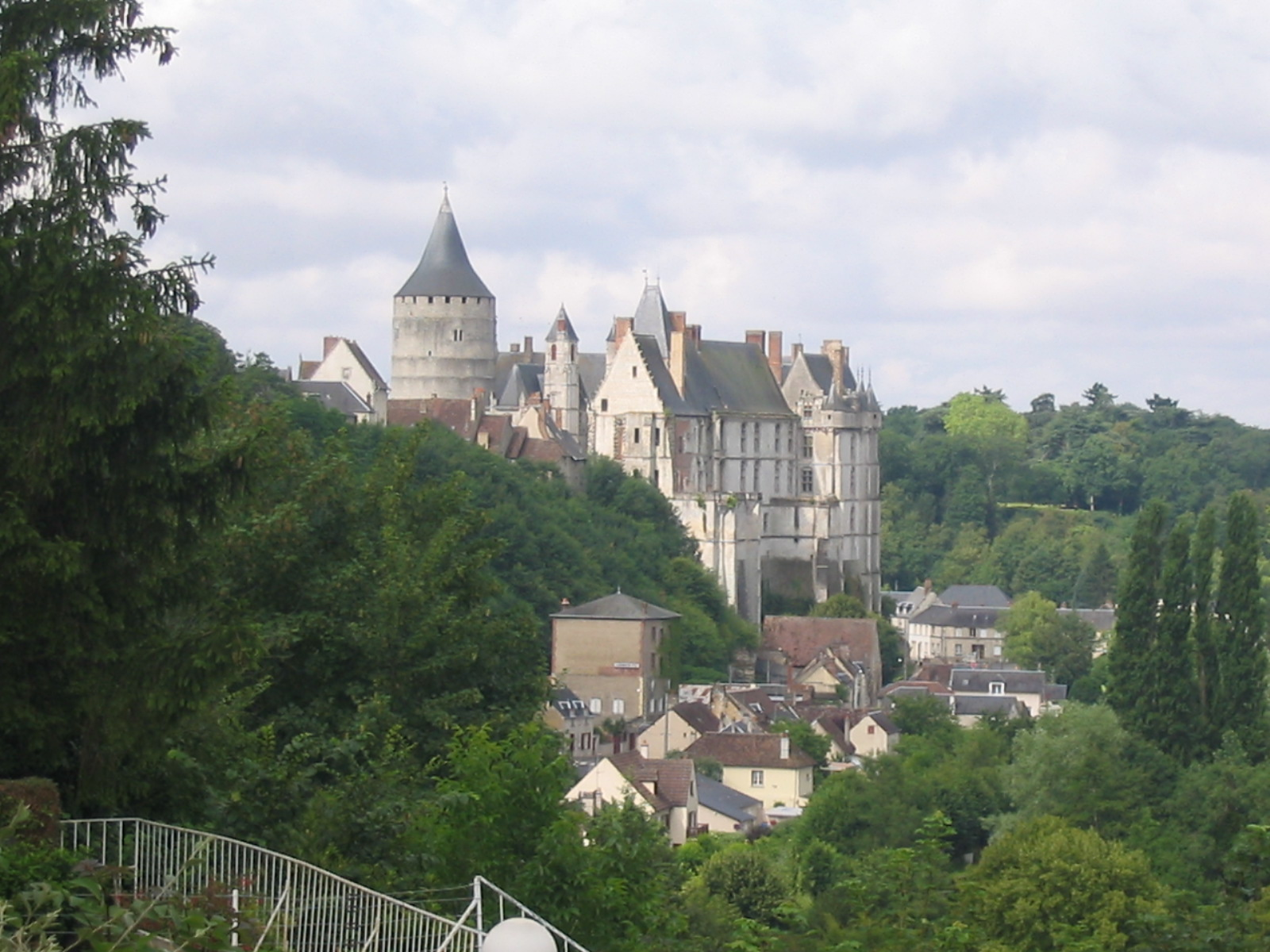
Le château de Châteaudun

La haute vallée du Loir, dès la petite ville fortifiée de Bonneval, commence en Beauce pour s'ouvrir progressivement sur un paysage vallonné, voire encaissé, à partir de Châteaudun.
Bonneval, souvent appelée la « petite Venise de la Beauce », a conservé plusieurs éléments de ses fortifications, mais aussi l'ancienne abbaye Saint-Florentin dont la porte d'entrée monumentale est parée d'un damier particulièrement original.
Châteaudun, c'est d'abord un château médiéval et Renaissance, annonciateur des châteaux de la Loire. C'est aussi une ville très bien conservée, malgré le feu qui la détruisit partiellement pendant la guerre de 1870.
À la limite sud du département, la petite cité de Cloyes-sur-le-Loir a conservé la remarquable chapelle Notre-Dame d'Yron et ses fresques médiévales. La ville est également équipée d'un parc de loisirs, d'une piscine ludique et de grands plans d'eau réservés à la pêche et aux sports nautiques. À proximité, le château de Montigny-le-Gannelon domine élégamment la vallée du Loir.

## LeDrouais,Maintenon, et la vallée de l'Eure

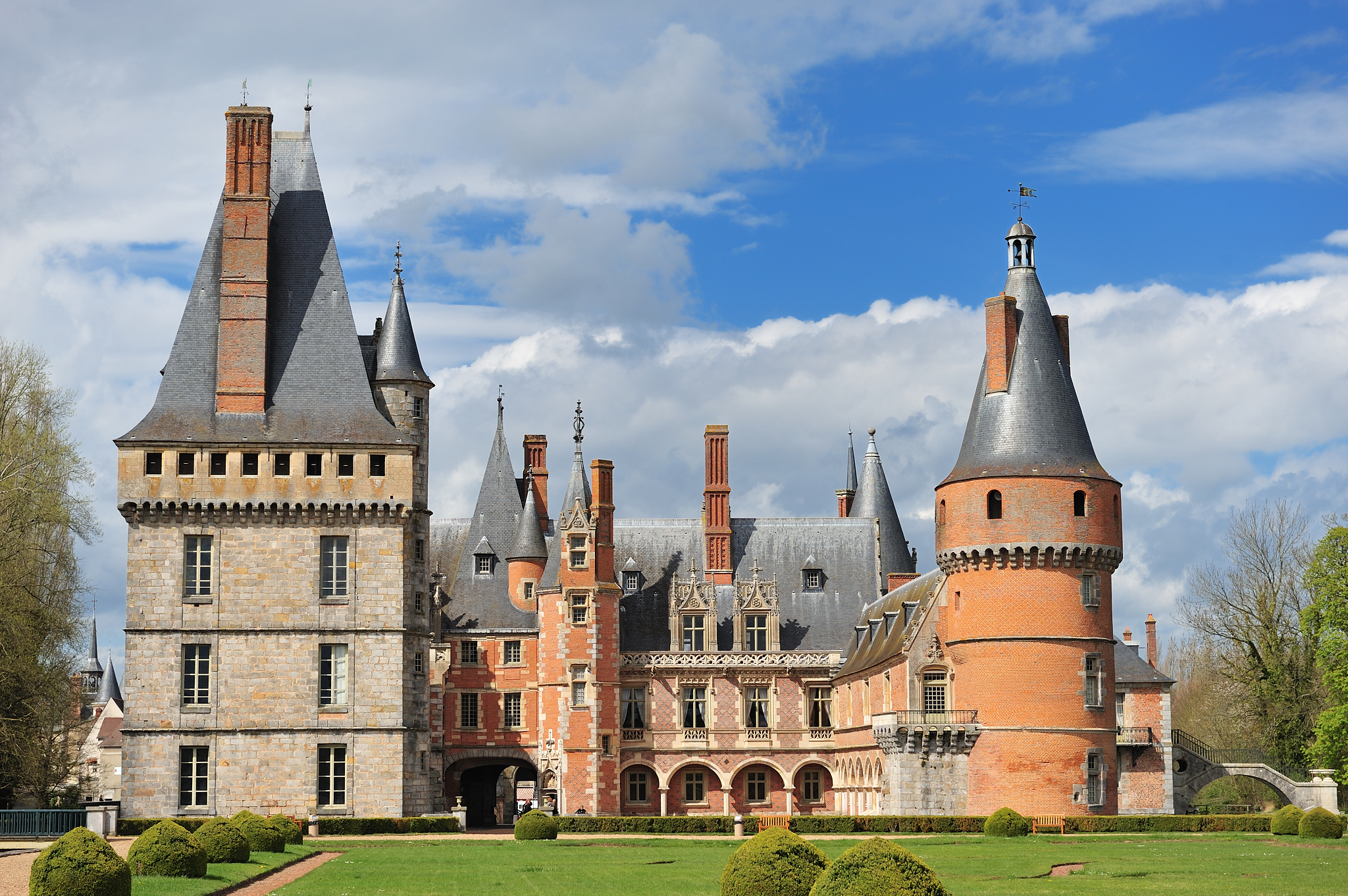
Le château de Maintenon

Dreux est une ville marquée par sa tradition industrielle mais qui a su conserver un centre-ville historique autour de son beffroi, de l'église Saint-Pierre et sur les hauteurs de la ville, de la chapelle royale, nécropole des rois de France de la famille d'Orléans. 
La vallée de l'Eure, plus proche de Chartres, compte un joyau du patrimoine départemental avec le château de Maintenon, offert par Louis XIV à sa favorite Françoise d'Aubigné, mieux connue sous le nom de Madame de Maintenon. L'aqueduc inachevé, destiné à alimenter Versailles en eau est également un fleuron de l'architecture.
Située un peu plus à l'Est, la ville de Gallardon présente l'épaule, un reste de donjon médiéval ainsi qu'une belle église et plusieurs maisons de bois particulièrement anciennes. Il est également possible de circuler en vélorail sur l'ancienne ligne Gallardon-Chartres, combinant culture et détente.
À Épernon, des caves médiévales se visitent, ainsi qu'un musée sur l'histoire particulièrement riche des carrières locales.
N'oublions pas enfin Anet, près de Dreux, à l'extrême nord du département et son très intéressant et original château de Diane de Poitiers.

### Articles détaillés
- Liste des châteaux d'Eure-et-Loir
- Liste des monuments historiques d'Eure-et-Loir